# シャディ
シャディ株式会社 (Shaddy Co., Ltd.) は、東京都港区に本社を置くギフト販売会社である。カタログギフト販売大手。大阪を発祥の地とし、以前は大阪府松原市に本社を置いた。

## 沿革
- 1926年（大正15年）7月 - 大阪市南区で、企業や団体のPRを目的とした扇子とうちわなどを扱う個人商店の「アサヒ扇子本舗・林信商店」（林信は創業者・林信二郎の名前から）として創業。ボランタリーチェーンを発足。
- 1931年（昭和6年）- 「林信チェーン月報」を創刊し、地方へのギフト業者に対する通信販売事業を開始。この際、社名を「ハヤシシン」に改める。
- 1962年（昭和37年）2月1日 - 株式会社ハヤシシンチェーンタオルとして設立。
  - ハヤシシンの3事業部が独立して、ハヤシシンチェーン株式会社（後のシャディ株式会社）、ハヤシシン産業株式会社（後のギフコ株式会社）、ハヤシシンカレンダー株式会社となった。
- 1970年（昭和45年）5月 - 株式会社ハヤシシンチェーンに商号変更。
- 1971年（昭和46年）-「シャディ」ブランドで、ギフト通販業界で初めてカラーのカタログを発行し、カタログビジネスへの展開を開始。
- 1973年（昭和48年）- 全国展開を進めるため、東京、広島、北海道岩見沢市に営業所、大阪府泉佐野市、北海道に配送センターを開設。
- 1978年（昭和53年）- 東京営業所を「東京営業本部」に格上げするとともに、福岡市、名古屋市に支店を開設。
  - この頃から「シャディは1冊の百貨店」をスローガンとしたコマーシャルの放送展開を開始させる。
- 1979年（昭和54年）1月 - ブランド名に合わせて、シャディ株式会社に商号変更。この際に全国の各営業所とのオンラインシステムを確立。
- 1983年（昭和58年）- 通販カタログ「ビフラン」を開始。
- 1987年（昭和62年）- カタログギフト「アズユーライク」を発刊。
- 1990年（平成2年）- フランチャイズ形式でのギフト専門店「サラダ館」をスタート。
- 1994年（平成6年）9月 - 大阪証券取引所第2部市場上場。
- 1997年（平成9年）6月 - 直営ギフトショップ「シャディ21大阪勝山店」（当時は「レディ21」大阪勝山店）を天王寺区に開店。
- 1999年（平成11年）
  - 2月 - 東京証券取引所第2部市場上場。
  - 9月 - 東証、大証とも第1部市場に指定替え。
- 2001年（平成13年）1月 - かねてから建設を進めていた東京物流センター（栃木県下都賀郡岩舟町　第1期は1997年に部分開業済み）が全面開業。
- 2004年（平成16年）- 東京初の直営店「シャディ銀座店」の開店を機に本社機能を東京都に移す。
- 2005年（平成17年）10月11日 - 株式の54.19パーセント (%) を保有する親会社の株式会社ツインツリー・ホールディングス（MRCホールディングス株式会社に社名変更）を、創業家からUCC上島珈琲が買収（子会社化）し、シャディはUCCグループの一員となる。
- 2006年（平成18年）- 本社を東京都港区新橋六丁目1番11号に移転。
- 2007年（平成19年）
  - 7月24日 - MRCホールディングスが、株式公開買付けにより株式の92.85%を取得。
  - 9月11日 - 株式交換に伴い、シャディが上場廃止。
  - 9月27日 - MRCホールディングスが株式交換を行い、同社の完全子会社となる。後にシャディがMRCホールディングスを吸収合併し、UCCが直接の子会社とする。
  - 11月30日 - テン・アローズの子会社エニシルの全株式を譲り受け、完全子会社化。
- 2012年（平成24年）2月20日 - ニッセンホールディングスが、ユーシーシーホールディングス（2010年3月までの旧・UCC上島珈琲）から、同社の完全子会社であるシャディを買収することで基本合意[1]。
- 2018年（平成30年）- ラオックス株式会社と株式会社ロコンドが、L Capital TOKYO株式会社を通じ、共同でシャディの100％株式を取得[2]。本社を東京都港区芝二丁目7番17号に移転。
- 2019年（令和元年）- 株式会社エニシルを吸収合併。
- 2020年（令和2年）- 本社を東京都港区新橋六丁目1番11号に移転。
- 2023年（令和5年）- 本社を東京都港区虎ノ門四丁目3番1号に移転。

## 有店舗カタログ販売

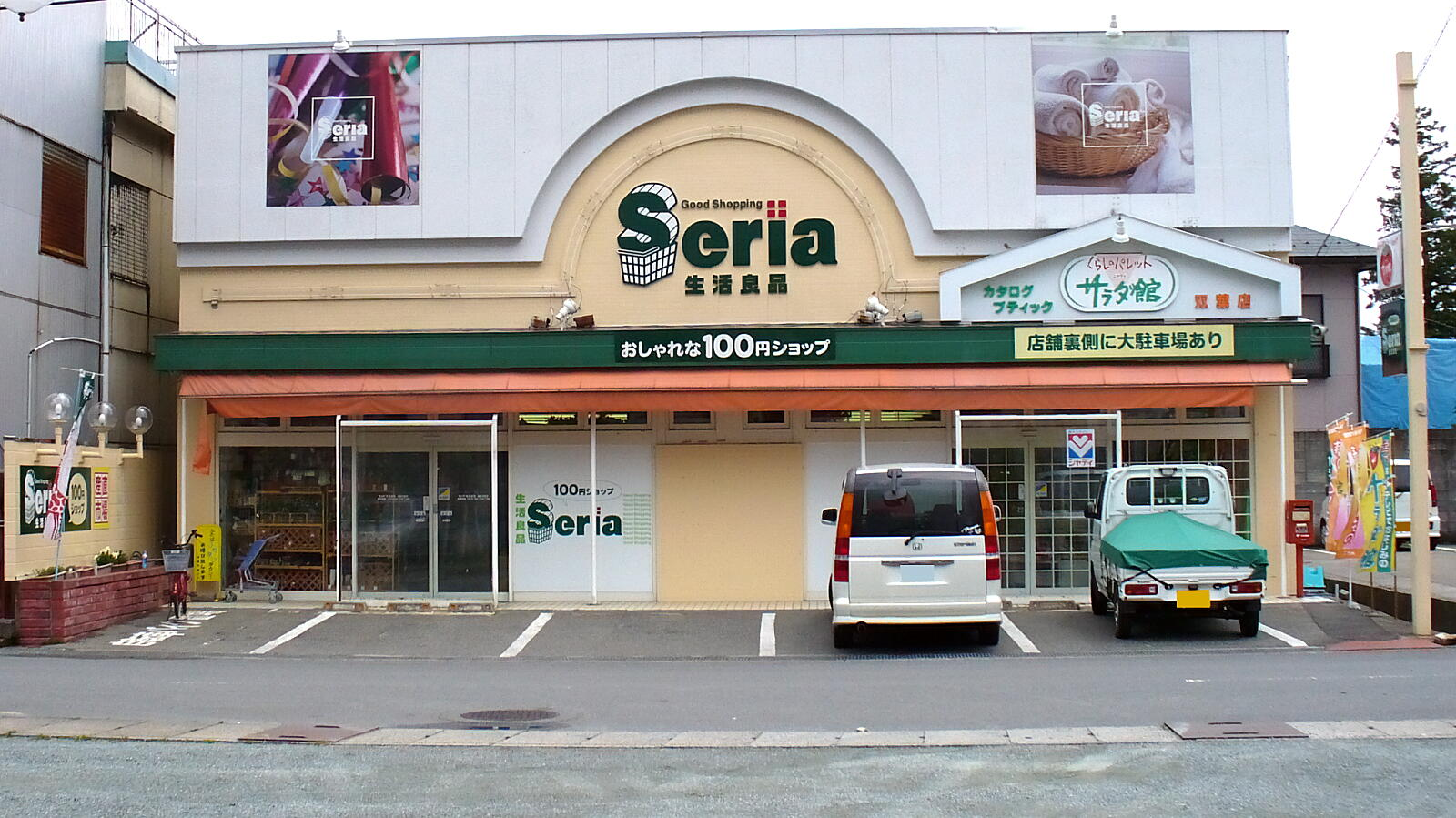
サラダ館双葉店
（セリア生活良品双葉店に併設）

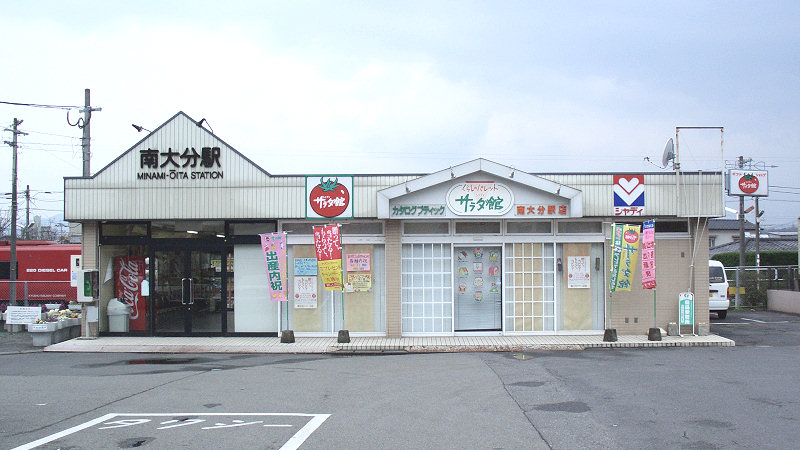
サラダ館南大分駅店
（閉店済）

特徴として「有店舗カタログ販売」がある。全国の直営店「シャディ店」と、フランチャイズ契約を結んで運営する「サラダ館」に商品を展示して現物を見て触れる品定めを可能とした。のちに「有店舗メディアショッピング」に発展させて放送媒体やインターネットと連携した。

### サラダ館
有店舗カタログ販売の体感を企図して1988年から「サラダ館」事業を試験的に導入し、1990年から本格的に加盟店を募集する。名称は、「フレッシュで色とりどりの野菜が一杯入っている『サラダ』のように、シャディのお店には、たくさんの新鮮な商品の取り扱いがあること」から由来しており、看板のトマトは、「フレッシュなサラダのシンボル」であるとされている。

## 提供番組
過去
- ZIP!（日本テレビ系列・月曜7時）
- ズームイン!!朝!→ズームイン!!SUPER（同上・隔日）
- マツコ会議（同上）
- 午後は○○おもいッきりテレビ（同上・隔日）
- ビッグモーニング（TBS系列・隔日）
- 土曜だエブリバディ!（テレビ朝日系列）
- 土曜ワイド劇場（同上）
- 報道2001（フジテレビ系列）

## コマーシャル
1980年代から1990年代にかけて、「シャディ『愛の贈りもの』」として、オー・ヘンリー『賢者の贈り物』を実写化したテレビコマーシャルを放映した。酒井和歌子出演。
その他のCM出演者
- 竹村健一（サラダ館加盟店募集）
- ガッツ石松
- 森尾由美
- 島田陽子
- 大桃美代子
- 乾貴美子
- アニマル浜口
- 朝青龍明徳
- 大貫勇輔

など